# Теорема Коші — Ковалевської
Теорема Коші — Ковалевської — теорема про існування та єдиність локального розв'язку задачі Коші для диференціального рівняння в частинних похідних. Частковий випадок був доведений Огюстеном Коші в 1842 році, сама теорема була повністю доведена Софією Ковалевською в 1875 році.

## Формулювання
Нехай початкові умови
{\displaystyle {\frac {\partial ^{s}u}{\partial t^{s}}}\mid _{t=t^{0}}=\phi ^{s}(x_{1},\dots ,x_{n})}, {\displaystyle s=1,\dots ,k-1}, де {\displaystyle t^{0}} — фіксоване значення змінної {\displaystyle t}, {\displaystyle \phi ^{s}} — задані функції змінних {\displaystyle x_{1},\dots ,x_{n}},
задачі Коші для диференціального рівняння
{\displaystyle {\frac {\partial ^{k}u}{\partial t^{k}}}=F\left(x_{1},\dots ,x_{n},u,\dots ,{\frac {\partial ^{\alpha _{0}}}{\partial t^{\alpha _{0}}}}\left({\frac {\partial ^{\alpha _{1}+\dots +\alpha _{n}}u}{\partial x_{1}\dots \partial x_{n}}}\right),\dots \right)}, де {\displaystyle t,x_{1},\dots ,x_{n}} — незалежні змінні, {\displaystyle \alpha _{0}\leqslant k-1} і {\displaystyle \alpha _{1}+\dots +\alpha _{n}\leqslant k},
є аналітичними функціями незалежних змінних в околі точки {\displaystyle (x_{1}^{0},\dots ,x_{n}^{0})}. Тоді, якщо права частина даного рівняння є аналітичною функцією всіх своїх аргументів в околі точки їх числових значень, що відповідають точці {\displaystyle P(t^{0},x_{1}^{0},\dots ,x_{n}^{0})} в силу початкових умов, то в околі цієї точки існує аналітичний розв’язок задачі Коші, і цей розв'язок буде єдиним в класі аналітичних функцій.
Тут під аргументами розуміються не тільки незалежні змінні, а й значення невідомих функцій і їх похідних, що стоять у правій частині, обчислені через початкові умови.

## Узагальнення
У 1983 році японський математик Масакі Касівара узагальнив теорему Коші — Ковалевської для систем лінійних диференціальних рівнянь в частинних похідних з аналітичними коефіцієнтами. Доведена їм теорема отримала назву Коші — Ковалевської — Касівари. Ця теорема передбачає когомологічне формулювання у термінах D-модулів.